# 4026-os busz
A 4026-os jelzésű autóbuszvonal egy Mezőkövesd – Csincse – Mezőkövesd útvonalon közlekedő helyközi körjárat, amelyet a Volánbusz Zrt. üzemeltet tanítási napokon.

## Útvonala
Mezőkövesd autóbusz-állomásról indul. A Mátyás király úton hagyja el a várost a 3-as főút irányába Miskolc felé. A kettő tanítási napokon közlekedőből az egyik Mezőnyárádot a község és a szomszédos Mezőkeresztessel összevont vasútállomás felől közelíti meg, míg a másik Bükkábrány felől több megálló érintésével. Ezután mindkettő a kisváros felé tart, ahonnan Csincse a vonal célpontja. A kis faluba kizárólag tanítási napokon közlekedik ezen vonalszámmal busz, reggel és délután, kijutni a faluból még vonattal lehet, rendszeresen Miskolc (+ Sátoraljaújhely, Nyíregyháza) és Füzesabony (+ Hatvan, Budapest) felé ütemezett menetrend van jelen. Aztán Mezőkeresztes felé indul el ismét, majd Mezőnyárádba most a reggeli tér be, a délutáni nem, és körülbelül 1 és ¼ órás menetidővel visszaér a járat Mezőkövesd autóbusz állomására.

## Közlekedése
| Útvonal                                                 | Indításszáma | Közlekedése      |
| ------------------------------------------------------- | ------------ | ---------------- |
| Mezőkövesd, aut. áll. ➝ Csincse ➝ Mezőkövesd, aut. áll. | 2 db         | tanítási napokon |

## Megállóhelyei
| Csak a reggeli indítás érinti.  |                                         |         | |
| Csak a délutáni indítás érinti. |                                         |         | |
| 0                               | Mezőkövesd, autóbusz-állomás végállomás | 0.0 km  | 1, 2B, 3 1344, 1375, 1377, 1426, 1427, 1428, 1447, 1448, 1468 3406, 3416, 3418, 3419, 3749, 4001, 4006, 4007, 4008, 4010, 4014, 4015, 4016, 4017, 4019, 4023, 4030, 4157 Mezőkövesd [80.]     |
| 1                               | Mezőkövesd, Széchenyi utca              | 0.8 km  | 1, 2B, 3 1344, 1375, 1377, 1426, 1427, 1428, 1447, 1448, 1468 3406, 3416, 3418, 3419, 3749, 4001, 4006, 4007, 4008, 4009, 4010, 4011, 4014, 4015, 4016, 4017, 4019, 4023, 4030, 4157          |
| 2                               | Mezőkövesd, SZTK rendelőintézet         | 1.4 km  | 1, 2, 2B, 3 1344, 1375, 1377, 1426, 1427, 1428, 1447, 1448, 1468 3406, 3416, 3418, 3419, 3749, 4001, 4006, 4007, 4008, 4009, 4010, 4011, 4013, 4014, 4015, 4016, 4017, 4019, 4023, 4030, 4157 |
| 3                               | Mezőkövesd, Mátyás király út            | 1.7 km  | 1, 2, 2B, 3 1050, 1375, 1376, 1377, 1380, 1381 3416, 3746, 3749, 4001, 4006, 4007, 4008, 4009, 4013, 4017, 4018, 4019, 4021, 4022, 4023, 4030                                                 |
| 4                               | Mezőkövesd, Szent László tér            | 2.0 km  | 1, 2, 2B, 3 1050, 1377, 1380, 1381 3416, 3746, 3749, 4001, 4006, 4007, 4008, 4009, 4013, 4017, 4018, 4019, 4021, 4022, 4023, 4030                                                             |
| 5                               | Mezőkövesd, gimnázium                   | 2.5 km  | 1, 2, 2B, 3 1050, 1375, 1376, 1377, 1380, 1381 3416, 3746, 3749, 4001, 4006, 4007, 4008, 4009, 4013, 4017, 4018, 4019, 4021, 4022, 4023, 4030                                                 |
| 6                               | Mezőkövesd, transzformátor állomás      | 4.2 km  | 1377, 1381 3746, 3749, 4001, 4006, 4007, 4008, 4009, 4021, 4022, 4030 |
| 7                               | Klementina bejárati út                  | 6.8 km  | 1377, 1381 3746, 3749, 4001, 4006, 4007, 4008, 4009, 4021, 4022, 4030 |
| 8                               | Tardi elágazás                          | 8.0 km  | 1377, 1381 3746, 3749, 4001, 4006, 4007, 4008, 4009, 4021, 4022, 4030 |
| 9                               | Mezőnyárád, felső                       | 13.5 km | 1377, 1381 3746, 3747, 3749, 4006, 4007, 4019, 4022 |
| 10                              | Mezőnyárád, posta                       | 14.1 km | 1377, 1381 3746, 3747, 3749, 4006, 4007, 4019, 4022 |
| 11                              | Mezőnyárád, kultúrház                   | 14.9 km | 1377, 1381 3746, 3747, 3749, 4006, 4007, 4019, 4022 |
| 12                              | Mezőnyárád, temető                      | 15.5 km | 1050, 1377, 1381 3746, 3747, 3749, 4006, 4007, 4008, 4009, 4019, 4021, 4022, 4030 |
| 13                              | Mezőkeresztes, lakótelep                | 16.9 km | 3747, 4008, 4009, 4019, 4021, 4028, 4030 |
| 14                              | Mezőkeresztes, malom                    | 18.1 km | 3747, 4008, 4009, 4019, 4021, 4028, 4030 |
| 15                              | Mezőkeresztes, körzeti iskola           | 19.3 km | 3747, 4028, 4030 |
| 16                              | Mezőkeresztes, templom                  | 19.6 km | 3747, 4008, 4009, 4019, 4021, 4028, 4030 |
| 17                              | Mezőkeresztes, autóbusz-váróterem       | 20.1 km | 3747, 4008, 4009, 4019, 4021, 4028, 4030 |
| 18                              | Csincse, iskola                         | 28.9 km | – |
| 19                              | Csincse, vasúti megállóhely             | 29.8 km | Csincse [80.] |
| ∫                               | Mezőkeresztes, autóbusz-váróterem       | ∫       | 3747, 4008, 4009, 4019, 4021, 4028, 4030 |
| 20                              | Mezőkeresztes, templom                  | 39.5 km | 3747, 4008, 4009, 4019, 4021, 4028, 4030 |
| 21                              | Mezőkeresztes, körzeti iskola           | 40.9 km | 3747, 4028, 4030 |
| 22                              | Mezőkeresztes, malom                    | 41.1 km | 3747, 4008, 4009, 4019, 4021, 4028, 4030 |
| 23                              | Mezőkeresztes, lakótelep                | 42.2 km | 3747, 4008, 4009, 4019, 4021, 4028, 4030 |
| 24                              | Mezőnyárád, temető                      | 43.6 km | 1050, 1377, 1381 3746, 3747, 3749, 4006, 4007, 4008, 4009, 4019, 4021, 4022, 4030 |
| ∫                               | Mezőnyárád, kultúrház                   | ∫       | 1377, 1381 3746, 3747, 3749, 4006, 4007, 4019, 4022 |
| ∫                               | Mezőnyárád, posta                       | ∫       | 1377, 1381 3746, 3747, 3749, 4006, 4007, 4019, 4022 |
| ∫                               | Mezőnyárád, felső                       | ∫       | 1377, 1381 3746, 3747, 3749, 4006, 4007, 4019, 4022 |
| 25                              | Tardi elágazás                          | 46.6 km | 1377, 1381 3746, 3749, 4001, 4006, 4007, 4008, 4009, 4021, 4022, 4030 |
| 26                              | Klementina bejárati út                  | 47.8 km | 1377, 1381 3746, 3749, 4001, 4006, 4007, 4008, 4009, 4021, 4022, 4030 |
| 27                              | Mezőkövesd, transzformátor állomás      | 50.6 km | 1377, 1381 3746, 3749, 4001, 4006, 4007, 4008, 4009, 4021, 4022, 4030 |
| 28                              | Mezőkövesd, gimnázium                   | 52.3 km | 1, 2, 2B, 3 1050, 1375, 1376, 1377, 1380, 1381 3416, 3746, 3749, 4001, 4006, 4007, 4008, 4009, 4013, 4017, 4018, 4019, 4021, 4022, 4023, 4030                                                 |
| 29                              | Mezőkövesd, Szent László tér            | 52.8 km | 1, 2, 2B, 3 1050, 1377, 1380, 1381 3416, 3746, 3749, 4001, 4006, 4007, 4008, 4009, 4013, 4017, 4018, 4019, 4021, 4022, 4023, 4030                                                             |
| 30                              | Mezőkövesd, Mátyás király út            | 53.2 km | 1, 2, 2B, 3 1050, 1375, 1376, 1377, 1380, 1381 3416, 3746, 3749, 4001, 4006, 4007, 4008, 4009, 4013, 4017, 4018, 4019, 4021, 4022, 4023, 4030                                                 |
| 31                              | Mezőkövesd, SZTK rendelőintézet         | 53.4 km | 1, 2, 2B, 3 1344, 1375, 1377, 1426, 1427, 1428, 1447, 1448, 1468 3406, 3416, 3418, 3419, 3749, 4001, 4006, 4007, 4008, 4009, 4010, 4011, 4013, 4014, 4015, 4016, 4017, 4019, 4023, 4030, 4157 |
| 32                              | Mezőkövesd, Széchenyi utca              | 54.1 km | 1, 2B, 3 1344, 1375, 1377, 1426, 1427, 1428, 1447, 1448, 1468 3406, 3416, 3418, 3419, 3749, 4001, 4006, 4007, 4008, 4009, 4010, 4011, 4014, 4015, 4016, 4017, 4019, 4023, 4030, 4157          |
| 33                              | Mezőkövesd, autóbusz-állomás végállomás | 54.7 km | 1, 2B, 3 1344, 1375, 1377, 1426, 1427, 1428, 1447, 1448, 1468 3406, 3416, 3418, 3419, 3749, 4001, 4006, 4007, 4008, 4010, 4014, 4015, 4016, 4017, 4019, 4023, 4030, 4157 Mezőkövesd [80.]     |